# Robert Russ (Musikproduzent)
Robert Russ (* 20. September 1971) ist ein deutscher Musikproduzent aus Berlin-Reinickendorf. 2018 erhielt er bei der 60. Verleihung der Grammy Awards als erster deutscher Compilation Producer einen Grammy in der Kategorie Best Historical Album.

## Leben
Robert Russ ist in den USA als Produzent aufwändiger Editionen mit Aufnahmen der US-amerikanischen Labels Columbia Records und RCA Records (beide Teil von Sony Music Entertainment) bekannt: „Robert Russ, who produced Sony's recent boxed sets of Reiner/Chicago and Pierre Monteux recordings, has done as usual thorough job“ (John von Rhein: Chicago Tribune, 13. Dezember 2016). Für Aufsehen sorgte dort im Jahr 2013 seine Veröffentlichung von z. T. bislang unbekannten Live-Aufnahmen des US-amerikanischen Pianisten Vladimir Horowitz aus der New Yorker Carnegie Hall: „an ambitious archival project“ (Anthony Tommasini: New York Times, 15. November 2013).
Für die aus aufnahmehistorischer Sicht bedeutende Dokumentation „the ultimate find of recording history“ (Anthony Tommasini: New York Times, 2. Februar 2018) der kompletten Aufnahmesitzungen des kanadischen Pianisten Glenn Gould zu seinem berühmten Debüt-Album mit den Goldberg-Variationen von Johann Sebastian Bach Glenn Gould—The Goldberg Variations: The Complete Unreleased Recording Sessions June 1955 wurde Russ im Jahr 2017 für einen Grammy nominiert, ebenso erhielt er 2016 eine Nominierung für die Edition Vladimir Horowitz—The Unreleased Live Recordings 1966-1983, eine Sammlung von 25 bislang unveröffentlichten Konzertmitschnitten des Pianisten.
2021 produzierte Russ die erste vollständige Ausgabe sämtlicher Aufnahmen der afroamerikanischen Sängerin und Unterstützerin der US-Bürgerrechtsbewegung Marian Anderson „A Voice of Authenticity and Justice“ (Anthony Tommasini: New York Times, 5. November 2021). Die Edition, „impressively transferred and mastered“ (Barbara Jepson: The Wall Street Journal, 14. August 2021), wurde November 2021 für einen Grammy nominiert.
Mit Paul Robeson—Voice of Freedom, „Sony’s superbly annotated set, expertly transferred from shellac originals“ (Rob Cowan: Gramophone, 29. November 2024), über den afroamerikanischen Sänger, Schauspieler und Aktivisten Paul Robeson erhielt Russ seine achte Grammy-Nominierung als Compilation Producer für  Best Historical Album innerhalb von acht Jahren.
Seine Edition Arthur Rubinstein—The Complete Album Collection mit 142 CDs erhielt 2011 den Weltrekord für die größte CD-Edition, die einem klassischen Instrumentalisten gewidmet ist, zuerkannt (“Largest CD box set for a classical instrumentalist”).

## Auszeichnungen
An Russ oder an von ihm produzierte Veröffentlichungen wurden verliehen:
- 2024 Grammy Award Nomination – Best Historical Album: Paul Robeson – Voice of Freedom: His Complete Columbia, RCA, HMV, and Victor Recordings[2]
- 2022 Grammy Award Nomination – Best Historical Album: Glenn Gould – The Goldberg Variations: The Complete Unreleased 1981 Studio Sessions[2]
- 2022 Recording Academy Award (Japan) – 歴史的録音 (Historische Aufnahme): Dimitri Mitropoulos – The Complete RCA and Columbia Album Collection[12][13]
- 2022 Diapason d’or de l’année – Rééditions (Wiederveröffentlichungen): Dimitri Mitropoulos – The Complete RCA and Columbia Album Collection[14][15]
- 2021 Grammy Award Nomination – Best Historical Album: Marian Anderson – Beyond the Music: Her Complete RCA Victor Recordings[2][16]
- 2020 Edison Award – Het Document (Das Dokument): Bruno Walter – The Complete Columbia Album Collection[17][18]
- 2020 Diapason d’or de l’année – Rééditions: Bruno Walter – The Complete Columbia Album Collection[19]
- 2020 Grammy Award Nomination – Best Historical Album: The Great Comeback – Horowitz at Carnegie Hall[2]
- 2019 Diapason d’or de l’année – Archives: George Szell – The Complete Columbia Album Collection[20][21]
- 2019 Grammy Award Nomination – Best Historical Album: A Rhapsody in Blue – The Extraordinary Life of Oscar Levant[2]
- 2019 ICMA Award – Historical Recordings: Birgit Nilsson – The Great Live Recordings[22][23]
- 2018 Opus Klassik – Editorische Leistung des Jahres: Leonard Bernstein – The Composer[24]
- 2018 Grammy Award – Best Historical Album: Leonard Bernstein – The Composer[2]
- 2018 Grammy Award Nomination – Best Historical Album: Glenn Gould – The Goldberg Variations – The Complete Unreleased Recording Sessions June 1955[2]
- 2017 Diapason d’or de l’année – Rééditions: Rudolf Serkin – The Complete Columbia Album Collection[25][26]
- 2017 Grammy Award Nomination – Best Historical Album: Vladimir Horowitz – The Unreleased Live Recordings 1966–1983[2]
- 2015 Choc de Classica de l’année: Glenn Gould Remastered – The Complete Columbia Album Collection[27][28]
- 2015 Diapason d’or de l’année – Rééditions: Pierre Monteux – The Complete RCA Album Collection[29][30]
- 2013 Choc de Classica de l’année – Rééditions: Vladimir Horowitz – Live at Carnegie Hall[31]
- 2012 Echo Klassik – Musik-DVD Produktion des Jahres: Glenn Gould on Television – The Complete CBC Broadcasts[32][33]
- 2012 Edison Award – Best Documentation: Arthur Rubinstein – The Complete Album Collection[34][35]
- 2011 Guinness World Record – Largest CD box set for a classical instrumentalist: Arthur Rubinstein – The Complete Album Collection
- 2010 Guinness World Record – Largest CD box set for a classical instrumentalist: Jascha Heifetz – The Complete Album Collection[36][37]

## Belege
1. ↑  Jonas Kiß: Grammy fürs „Best Historical Album“ erstmals an ein deutsches Projekt. MusikWoche, 2. Februar 2018, abgerufen am 3. Februar 2018.
2. 1 2 3 4 5 6 7 8 9 10 11  Artist Robert Russ. National Academy of Recording Arts and Sciences, 23. November 2021, abgerufen am 26. Januar 2022.
3. ↑  John von Rhein: Maestro Charles Munch's greatness with Boston Symphony, others endures in box set (englischsprachig). Chicago Tribune, 13. Dezember 2016, archiviert vom Original am 4. Januar 2017; abgerufen am 3. Februar 2018.  Info: Der Archivlink wurde automatisch eingesetzt und noch nicht geprüft. Bitte prüfe Original- und Archivlink gemäß Anleitung und entferne dann diesen Hinweis.
4. ↑  Tim Page: The Hall of Horowitz (englischsprachig). The New York Review of Books, 15. Februar 2014, abgerufen am 6. Juni 2018.
5. ↑  Anthony Tommasini: If It All Doesn’t Fit, Build a Bigger Box (englischsprachig). The New York Times, 15. November 2013, abgerufen am 1. Juni 2018.
6. ↑  Anthony Tommasini: 5 Hours of Glenn Gould Outtakes. Why? Listen and Find Out. (englischsprachig). New York Times, 12. Februar 2018, abgerufen am 1. Juni 2018.
7. ↑  Anthony Tommasini: Marian Anderson: A Voice of Authenticity and Justice. (englischsprachig). The New York Times, 5. November 2021, abgerufen am 26. Januar 2022.
8. ↑  Barbara Jepson: ‘Beyond the Music—Marian Anderson’ Review: A Wide-Ranging Artist. (englischsprachig). The Wall Street Journal, 14. August 2021, abgerufen am 26. Januar 2022.
9. ↑  Rob Cowan: Critics’ Choice 2024: our favourite classical recordings of the year. (englischsprachig). Gramophone, 29. November 2024, abgerufen am 7. Dezember 2024.
10. ↑  Lisa Nehrkorn: Grammy: Sony Classical erntet achte Nominierung in acht Jahren. Musikwoche, 11. November 2024, abgerufen am 7. Dezember 2024.
11. ↑  Largest CD box set for a classical instrumentalist (englischsprachig). Guinness World Records, 7. November 2011, abgerufen am 7. Juni 2018.
12. ↑  2022年度 第60回レコード・アカデミー賞決定 (2022 60. Recording Academy Awards). Ongaku No Tomo Sha Corp., 30. November 2022, abgerufen am 9. Dezember 2022 (japanisch).
13. ↑  Discogs Veröffentlichung Nr. 23211068. 22. April 2022, abgerufen am 9. Dezember 2022.
14. ↑  Palmarès des Diapason d’or 2022. Diapason & France Musique, 24. November 2022, abgerufen am 12. Dezember 2022 (französisch).
15. ↑  Discogs Veröffentlichung Nr. 23211068. 29. April 2022, abgerufen am 12. Dezember 2022.
16. ↑  Discogs Veröffentlichung Nr. 18470113. 27. August 2021, abgerufen am 26. Januar 2022.
17. ↑  Edison Klassiek 2020. Edison, 30. November 2020, abgerufen am 6. Dezember 2020 (niederländisch).
18. ↑  Discogs Veröffentlichung Nr. 15554753. 18. Oktober 2019, abgerufen am 6. Dezember 2020.
19. ↑  Palmarès des Diapason d'or de l'année 2020. Diapason & France Musique, 24. November 2020, abgerufen am 16. Januar 2021 (französisch).
20. ↑  Palmarès des Diapason d’or 2019. Diapason & France Musique, 26. November 2019, abgerufen am 28. November 2019 (französisch).
21. ↑  Discogs Veröffentlichung Nr. 13902342. 10. August 2018, abgerufen am 28. November 2019.
22. ↑  International Classical Music Awards Winners 2019. International Classical Music Awards (ICMA), 17. Januar 2019, abgerufen am 19. Januar 2019 (englisch).
23. ↑  Discogs Veröffentlichung Nr. 13082768. 7. September 2018, abgerufen am 19. Januar 2019.
24. ↑  Opus Klassik. Verein zur Förderung der Klassischen Musik e. V., 14. Oktober 2018, abgerufen am 16. Oktober 2018.
25. ↑  Palmarès 2017 des Diapason d’or de l’année. Diapason & France Musique, 22. November 2017, abgerufen am 16. Oktober 2018 (französisch).
26. ↑  Discogs Veröffentlichung Nr. 10849010. 22. November 2017, abgerufen am 16. Oktober 2018.
27. ↑  Classica – Chocs 2015. In: Classica. Nr. 177, November 2015, abgerufen am 16. Oktober 2018 (französisch).
28. ↑  Discogs Veröffentlichung Nr. 9579458. 11. September 2015, abgerufen am 16. Oktober 2018.
29. ↑  Palmares des Diapasons d’or de l’année 2015. Diapason & France Musique, 26. November 2015, abgerufen am 16. Oktober 2018 (französisch).
30. ↑  Discogs Veröffentlichung Nr. 11135155. 28. November 2014, abgerufen am 16. Oktober 2018.
31. ↑  Discogs Veröffentlichung Nr. 6018751. 13. September 2013, abgerufen am 28. November 2019.
32. ↑  MusikWoche: Echo Klassik 2020: Die Sieger. MusikWoche GmbH, 7. Oktober 2012, abgerufen am 15. Mai 2020.
33. ↑  Discogs Veröffentlichung Nr. 11546719. 14. Oktober 2012, abgerufen am 16. Oktober 2018.
34. ↑  Winnaars Edison Klassiek 2012 bekend. Edison, 23. Mai 2012, abgerufen am 16. Oktober 2018 (niederländisch).
35. ↑  Discogs Veröffentlichung Nr. 4401066. 25. November 2011, abgerufen am 16. Oktober 2018.
36. ↑  Jascha Heifetz – The Official Website. Guinness World Records, 12. Mai 2011, abgerufen am 16. Oktober 2018 (englisch).
37. ↑  Discogs Veröffentlichung Nr. 6006103. 22. Dezember 2010, abgerufen am 16. Oktober 2018.

| Personendaten    | Personendaten            |
| ---------------- | ------------------------ |
| NAME             | Russ, Robert             |
| KURZBESCHREIBUNG | deutscher Musikproduzent |
| GEBURTSDATUM     | 20. September 1971       |